# Stadion Golęcin w Poznaniu (piłkarsko-żużlowy)
Stadion Golęcin (dawniej Stadion Olimpii Poznań) – stadion piłkarsko-żużlowy drużyn sportowych– TS Olimpia Poznań i PSŻ Poznań, znajdujący się w Poznaniu (Golęcinie) w Lasku Golęcińskim przy jeziorze Rusałka przy ul. Warmińskiej 1.

## Historia

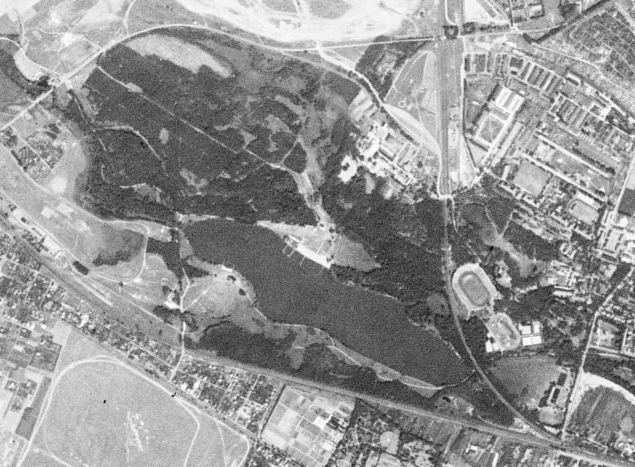
Jezioro Rusałka i obiekty Towarzystwa Sportowego Olimpia (widoczny brak 3 stadionu) sfotografowane przez satelitę, 23 sierpnia 1965 r.

Stadion został zbudowany w 1954 roku i może pomieścić 20 000 widzów. Od tego czasu grała na nim drużyna piłkarska GKS Olimpia Poznań, później przekształcona w TS Olimpia Poznań. Lata świetności święcił w latach 80. i na początku 90., kiedy to na mecze pierwszoligowej Olimpii przychodziły rzesze publiczności. Jednak w wyniku słabej gry drużyny i spadkach z poszczególnych lig, spadła frekwencja i wydatki na utrzymanie obiektu, który zaczął niszczeć. Zniszczona została tablica świetlna oraz także lampy jupiterów. W 2005 roku w wyniku braku zainteresowania i pieniędzy zarząd Olimpii podjął decyzję o likwidacji klubu piłkarskiego. Obecnie na stadionie swoje mecze rozgrywa klub Poznaniak Poznań. 
W latach 1990–2005 i 2008 roku, najczęściej w lipcu, na stadionie odbywały się coroczne zgromadzenia Świadków Jehowy, którzy za każdym razem doprowadzali cały teren stadionu do porządku usuwając śmieci, chwasty oraz odnawiając ławki na trybunach.
W dniach od 8 do 17 lipca 1984 roku wspólnie ze znajdującym się obok stadionem lekkoatletycznym był areną XI Ogólnopolskiej Spartakiady Młodzieży. W ceremonii otwarcia na stadionie piłkarsko-żużlowym uczestniczył m.in. ówczesny prezes Międzynarodowego Komitetu Olimpijskiego – Juan Antonio Samaranch.
Stadion posiada także nawierzchnie do uprawiania sportów żużlowych.
Pierwszą drużyną rozgrywająca na tym stadionie mecze była KM Unia Poznań, później Gwardia Poznań (w 1957 roku została zlikwidowana). Dopiero po blisko 40 latach reaktywowano żużel w stolicy Wielkopolski.

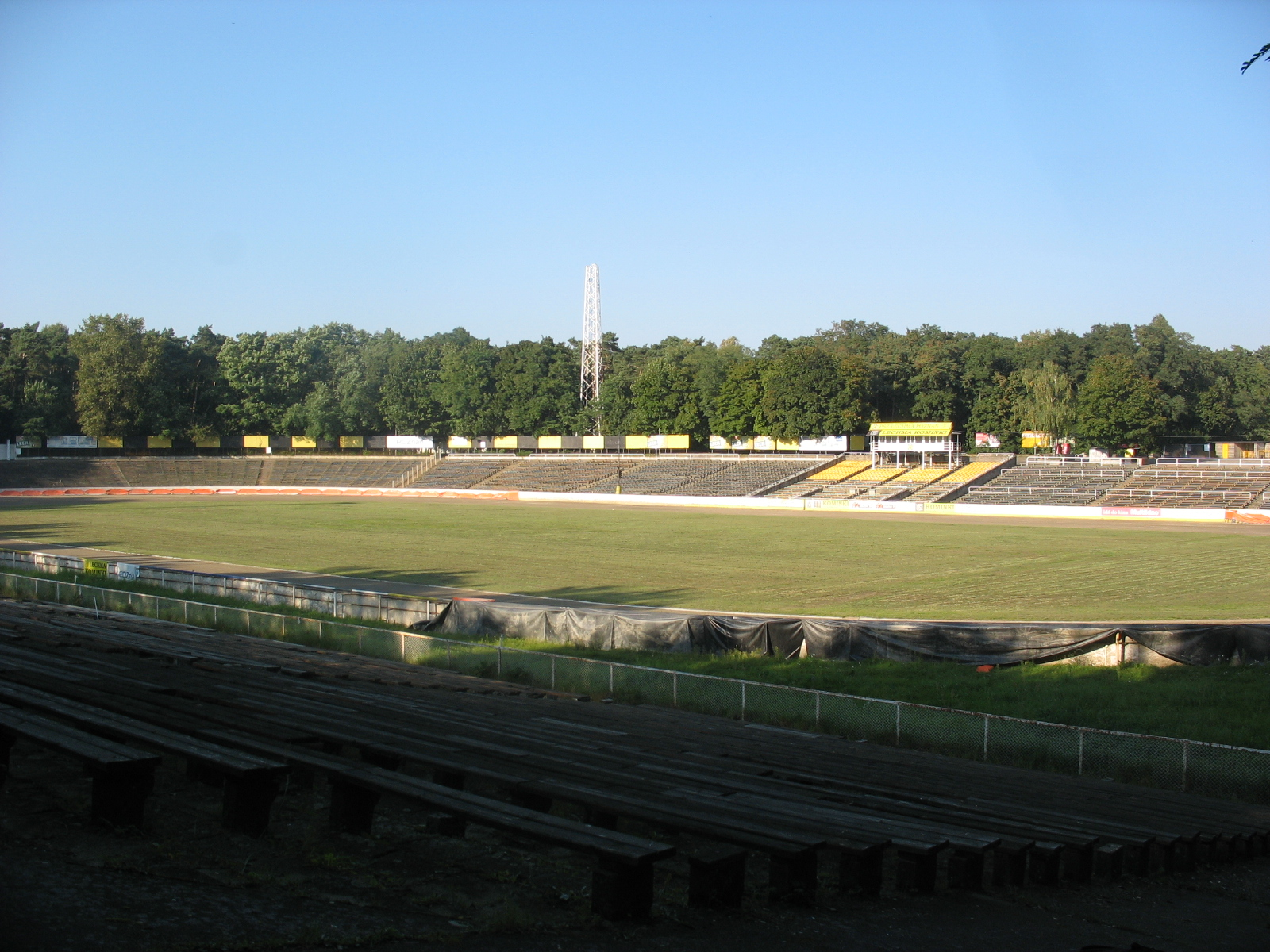
Panorama stadionu w 2010 r.

W sezonie 1990/1991 na stadionie rozgrywała swoje mecze drużyna żużlowa Polonez Poznań. Jednak to był jej pierwszy i ostatni sezon – w 1991 roku i ta drużyna ogłosiła upadłość. W 1991 roku odbyły się mistrzostwa świata par, wygrane przez duńską parę – Hans Nielsen i Jan Osvald Pedersen (rez. Tommy Knudsen). W 2005 roku powstała drużyna PSŻ Poznań kontynuująca tradycje żużlowe w Poznaniu, która osiągnęła w 2006 roku awans do I ligi żużlowej. W 2008 roku odbył się turniej żużlowy z okazji 15-lecia startów Adama Skórnickiego – zawodnika „Skorpionów”. W latach 2008–2009 na stadionie rozgrywany był turniej „Szlaka Piastowska”. W połowie lipca 2011 roku PSŻ Spółka z o.o., zarządzająca drużyną startującą w I lidze, z powodu zadłużenia względem TS Olimpia musiała opuścić pomieszczenia zajmowane na obiekcie. Od tego czasu na stadionie nie odbyły się żadne zawody żużlowe.
W 2014 roku tereny stadionu zostały przejęte przez Poznański Ośrodek Sportu i Rekreacji.
W 2013 i 2014 roku inicjatywa „Sportowy Golaj” zwyciężyła w głosowaniu w ramach Poznańskiego Budżetu Obywatelskiego. Wspólny projekt klubów PSŻ Poznań, Patrioci Poznań i ProLans 4X Poznań zakłada remont trybun, wieżyczki sędziowskiej, szatni i parku maszyn, wymianę band dookoła toru, przebudowę toru, budowę boiska do futbolu amerykańskiego ze sztuczną nawierzchnią oraz toru do kolarstwa grawitacyjnego. Prace remontowe rozpoczęły się w listopadzie 2014 r. W dniach od 20 do 21 czerwca 2015 roku na stadionie zostaną rozegrane mecze 4. Turnieju Finałowego Juniorów PLFA J-8 o tytuł Mistrza Polski. W 2015 roku „Sportowy Golaj” ponownie ubiegał się o dofinansowanie w ramach Poznańskiego Budżetu Obywatelskiego, tym razem bez powodzenia. Powrót PSŻ Poznań do rozgrywek ligowych planowany był na 2016 rok, jednak plany te zostały przesunięte na sezon 2017. Powodem tej decyzji było użyczenie obiektu w sezonie 2016 Betard Sparcie Wrocław, której domowy stadion - Stadion Olimpijski we Wrocławiu – jest remontowany w związku z organizacją przez Wrocław Igrzysk Sportów Nieolimpijskich - World Games 2017. W celu przystosowania obiektu do wymogów licencyjnych dla klubów Ekstraligi Rada Miasta Poznania przeznaczyła 1,8 miliona złotych w budżecie miasta na rok 2016 na remont stadionu.

## Wydarzenia

### Sport żużlowy
| Rodzaj rozgrywek                                                 | Data                                    | Zwycięzca                                   | NCD (w sek.) | frekwencja | źródło                      |
| ---------------------------------------------------------------- | --------------------------------------- | ------------------------------------------- | ------------ | ---------- | --------------------------- |
| Mistrzostwa Świata Par na Żużlu                                  | 20 lipca 1991                           | Dania                                       |              |            | [ 19 ]                      |
| Puchar EB                                                        | 26 sierpnia 1995                        | Brian Karger (Sparta POLSAT Wrocław)        |              |            | [ 20 ] [ 21 ]               |
| Szlaka Piastowska 2008                                           | 12 października 2008                    | Piotr Świderski (RKM Rybnik)                |              |            | [ 22 ]                      |
| Szlaka Piastowska 2009                                           | 3 października 2009                     | Rafał Dobrucki (Falubaz Zielona Góra)       |              |            | [ 23 ]                      |
| Półfinał turnieju o Brązowy Kask                                 | 10 czerwca 2015                         | Bartosz Smektała (Unia FOGO Leszno)         |              | 999        | [ 24 ] [ 25 ] [ 26 ] [ 27 ] |
| Lotto Poznań Speedway Cup                                        | 11 lipca, 30 sierpnia, 20 września 2015 | Marcin Jędrzejewski (Betard Sparta Wrocław) |              |            | [ 25 ] [ 26 ] [ 28 ]        |
| 1. finał Indywidualnych Mistrzostw Świata Juniorów na Żużlu 2017 | 23 lipca 2017                           | Maksym Drabik                               | 65,22        |            | [ 29 ]                      |

### Futbol Amerykański
| Rodzaj rozgrywek                                                           | Data               | Zwycięzca          | Wynik meczu | frekwencja | źródło        |
| -------------------------------------------------------------------------- | ------------------ | ------------------ | ----------- | ---------- | ------------- |
| Mistrzostwa Polski juniorów w futbolu amerykańskim 2015 (turniej finałowy) | 20-21 czerwca 2015 | Panthers Wrocław J | 12:6        | 350        | [ 13 ] [ 30 ] |

## Rekordy toru
| Tabela rekordów przy obecnej długości toru – 370 m | Tabela rekordów przy obecnej długości toru – 370 m | Tabela rekordów przy obecnej długości toru – 370 m | Tabela rekordów przy obecnej długości toru – 370 m | Tabela rekordów przy obecnej długości toru – 370 m | Tabela rekordów przy obecnej długości toru – 370 m |
| Czas (s)                                           | Nazwisko                                           | Drużyna                                            | Data                                               | Źródło                                             |                                                    |
| -------------------------------------------------- | -------------------------------------------------- | -------------------------------------------------- | -------------------------------------------------- | -------------------------------------------------- | -------------------------------------------------- |
| 67,50                                              | Bartosz Smektała                                   | Unia Fogo Leszno                                   | 10 czerwca 2015                                    | [ 31 ]                                             |                                                    |
| 65,80                                              | Tai Woffinden                                      | Betard Sparta Wrocław                              | 01 maja 2016                                       | [ 31 ]                                             |                                                    |
| 65,22                                              | Max Fricke                                         | ROW Rybnik                                         | 23 lipca 2017                                      | [ 32 ]                                             |                                                    |
| 66,27                                              | Marcus Birkemose                                   | Stal Moje Bermudy Gorzów                           | 05 września 2020                                   | [ 33 ]                                             |                                                    |